# Seronga
Seronga è un villaggio del Botswana situato nel distretto Nordoccidentale, sottodistretto di Ngamiland West. Il villaggio, secondo il censimento del 2011, contava 2.674 abitanti.

## Località
Nel territorio del villaggio sono presenti le seguenti 16 località:
- Ditjao,
- Dungu di 97 abitanti,
- Kachirachira di 41 abitanti,
- Kawoyo di 16 abitanti,
- Kwaxiana di 43 abitanti,
- Mbiroba di 105 abitanti,
- Ndorotsha,
- Nxiniga di 68 abitanti,
- Nxlomosabodi,
- Samoxuma di 72 abitanti,
- Seronga BDF Base Camp di 17 abitanti,
- Teekae di 108 abitanti,
- Thinxo di 141 abitanti,
- Xamoga di 37 abitanti,
- Xhau di 297 abitanti,
- Xoro